# Georgette Methens-Renard
Georgette Methens-Renard, née le 9 mai 1958 à Manon au Congo, 4e duan de wushu, est une sportive belge championne de Belgique de taijiquan (太極拳) et médaillée internationale à de multiples reprises.

## Biographie
Elle est ingénieur civil des mines et membre de l’académie olympique. Elle est également titulaire d’un mastère européen en ergonomie, gestion des risques et bien-être au travail.

## Palmarès
- Championne de Belgique en 1988, 1989, 1990, 1991, 1992
- Médaille de Bronze à Chieti en 1989, championnats d’Europe
- Médaille d’or en 1990 à Zurich à l’open de Taiji.

## Anecdote
- 1re européenne[3] aux Championnats du monde à Pékin du 12 au 17 octobre 1991[4]

« Une Montoise aux championnats de Wushu à Pékin! (Titre article de Presse). »